# Lissopimpla pacifica
Lissopimpla pacifica är en stekelart som beskrevs av Morley 1913. Lissopimpla pacifica ingår i släktet Lissopimpla och familjen brokparasitsteklar. Inga underarter finns listade i Catalogue of Life.